# Щенёвский, Титус
Титус Щенёвский известный также под псевдонимом Изяслав Блепонский (Izasław Blepoński), (пол. Tytus Szczeniowski; 4 января 1808, Седлище, Винницкий уезд, Подольская губерния, Российская империя — 1880) — польский писатель
, философ.

## Биография
Шляхтич. Участвовал в ноябрьском восстании 1830—1831 годов. Сторонник и пропагандист идей Гегельянства, например в работе «Подготовка к изучению всеобщей истории…» (1842).
Автор сатирических произведений «Bigos hultajski, bzdurstwa obyczajowe» (1844—1846), полемизирующих с «Моральными смесями» Х. Ржевуского; мемуаров «Powieści domowe» (т. 1-2 1852—1854).

## Избранные сочинения
- «Przygotowania do nauki dziejów powszechnych i historyi» (Вильна, 1842);
- «Bigos hultajski, bzdurstwa obyczajowe» (1844—1846).
- «Powieści domowe» (в 2 т. 1852—1854)